# IFA F9
L’IFA F9 est une automobile produite entre 1950 et 1956 par le conglomérat industriel est-allemand IFA. Elle est issue de la DKW F9 qui aurait dû entrer en production en 1940, et dont quelques exemplaires de présérie avaient été assemblés en 1939.

## Histoire

### La DKW qui aurait dû concurrencer la Volkswagen
En 1939, alors que la DKW F8 vient d’être lancée sur le marché, le bureau d’études du constructeur se penche déjà sur sa remplaçante, qui doit sortir fin 1940. Mais l’entrée en guerre de l’Allemagne va bien évidemment contraindre DKW à remettre ses projets à plus tard…
La guerre passée, le projet refait surface à l’occasion de la Foire de Leipzig au printemps 1948, mais cette fois sous le logo d’IFA, un conglomérat industriel qui regroupe toutes les entreprises liées au transport dans le secteur de l’Allemagne occupé par les Soviétiques. Mais la voiture est loin d’être prête, et il faudra attendre le mois d’octobre 1950 pour voir arriver les premières IFA F9 de série.
Extérieurement, la F9 se veut dans l’air du temps avec ses lignes toutes en rondeurs évoquant la Volkswagen de Ferdinand Porsche, et qui donnent un gros coup de vieux à la F8, de nouveau produite dans l’usine de Zwickau depuis 1948. Au même moment, une sœur jumelle de la F9 apparaît à l’Ouest : la DKW F89, qui se réclame bien entendu de l’héritage des DKW d’avant-guerre, et se pose en rivale de la Volkswagen Coccinelle sur les marchés occidentaux.

### Évolutions
En 1952, la berline est désormais épaulée par un break à carrosserie « woody » et un cabriolet quatre places, dévoilé à l’occasion de la Foire de Leipzig en avril 1950, tout comme le roadster qui restera au stade de prototype.
En janvier 1953, après seulement 1876 exemplaires assemblés à Zwickau, la production de la berline F9 est transférée dans les installations d’EMW à Eisenach. Le cabriolet est quant à lui fabriqué à Dresde, comme le cabriolet F8, le break à Halle, et la berline découvrable qui apparaît en 1954 à Meerane. À noter que le break « woody » est remplacé en cette année 1953 par un modèle « tout acier » plus conventionnel et qui sera beaucoup plus diffusé.
Un restylage a lieu en mars 1954, et se distingue notamment au niveau des parties vitrées : le pare-brise est désormais bombé et d’un seul tenant, et la lunette arrière est sensiblement agrandie. La technique évolue aussi, le moteur voyant sa puissance passer de 28 à 30 ch grâce à une augmentation du taux de compression. Afin d’améliorer l’autonomie, la capacité du réservoir est portée de 30 à 40 litres.
La carrière de la IFA F9 se poursuit sans encombre jusqu’en février 1956, afin de laisser toute l’usine d’Eisenach à la nouvelle Wartburg 311.

### Production et exportation
En un peu plus de cinq ans de carrière, ce sont 40.658 IFA F9 qui ont été assemblées, dont 38.782 à Eisenach entre 1953 et 1956. 
Si la majorité des F9 a été écoulée en Allemagne de l’Est, une partie non négligeable de la production a trouvé preneur en Europe de l’Ouest, principalement aux Pays-Bas, en Suisse, en Finlande et en Belgique. L’importateur belge François Pierreux a même assemblé quelques F9 dans son usine d’Huizingen, inaugurée en juin 1955.

## Galerie

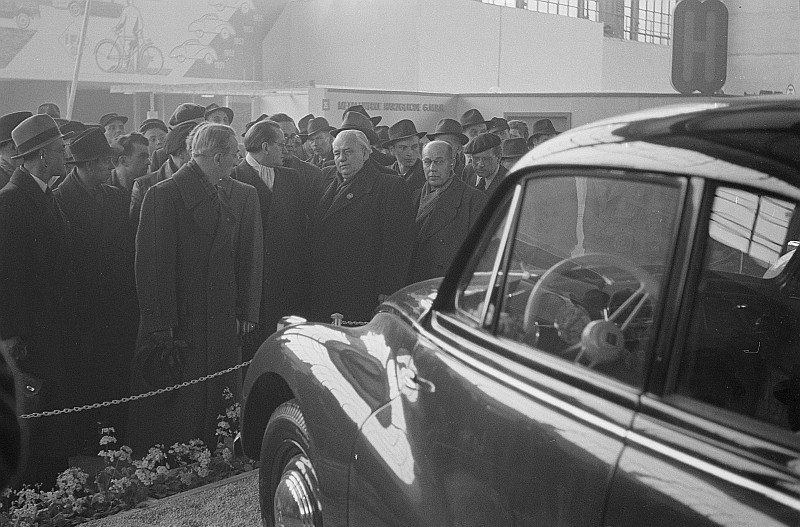
Wilhelm Pieck devant une IFA F9 en 1951. Photo de Renate et Roger Rössing
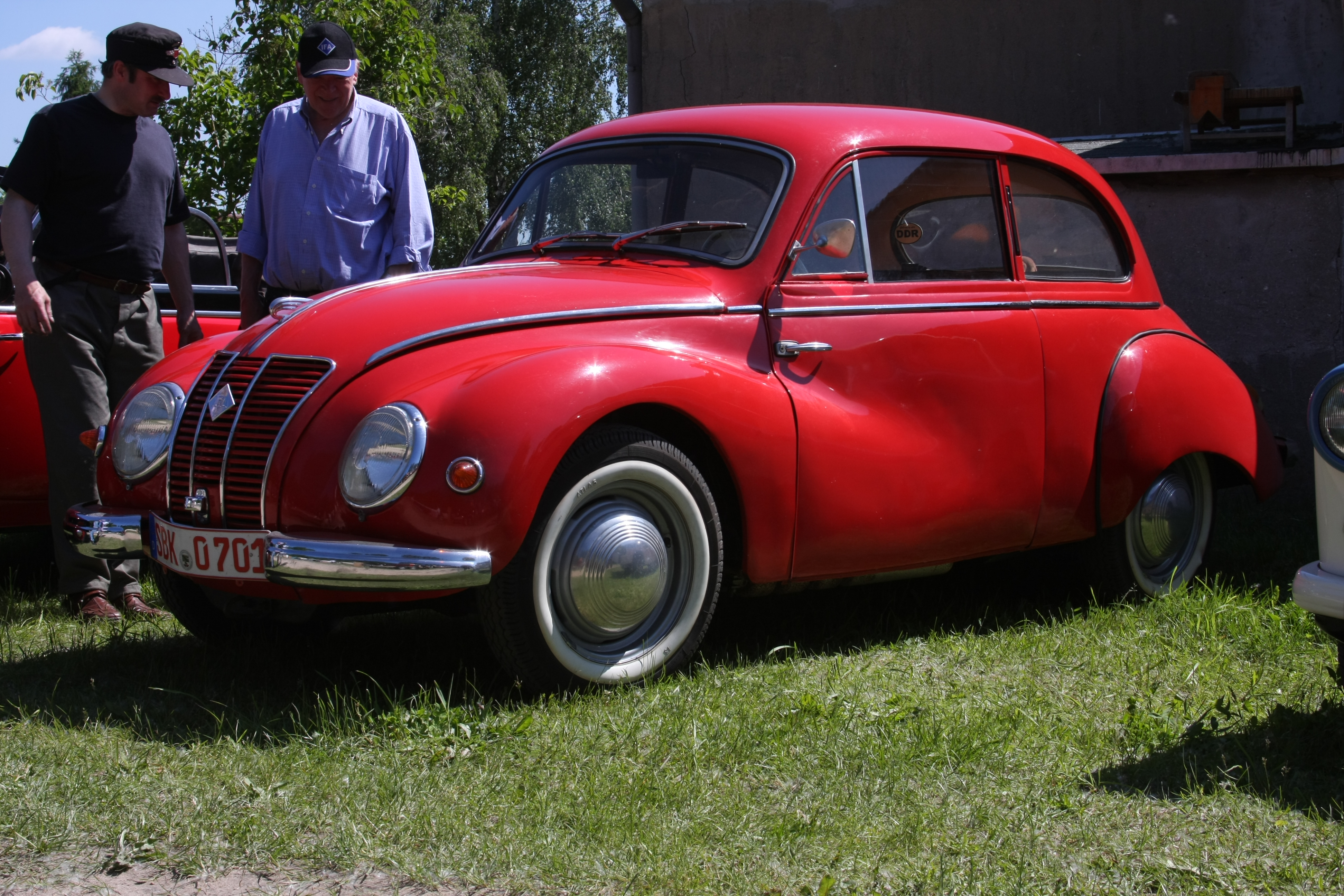
IFA F9.
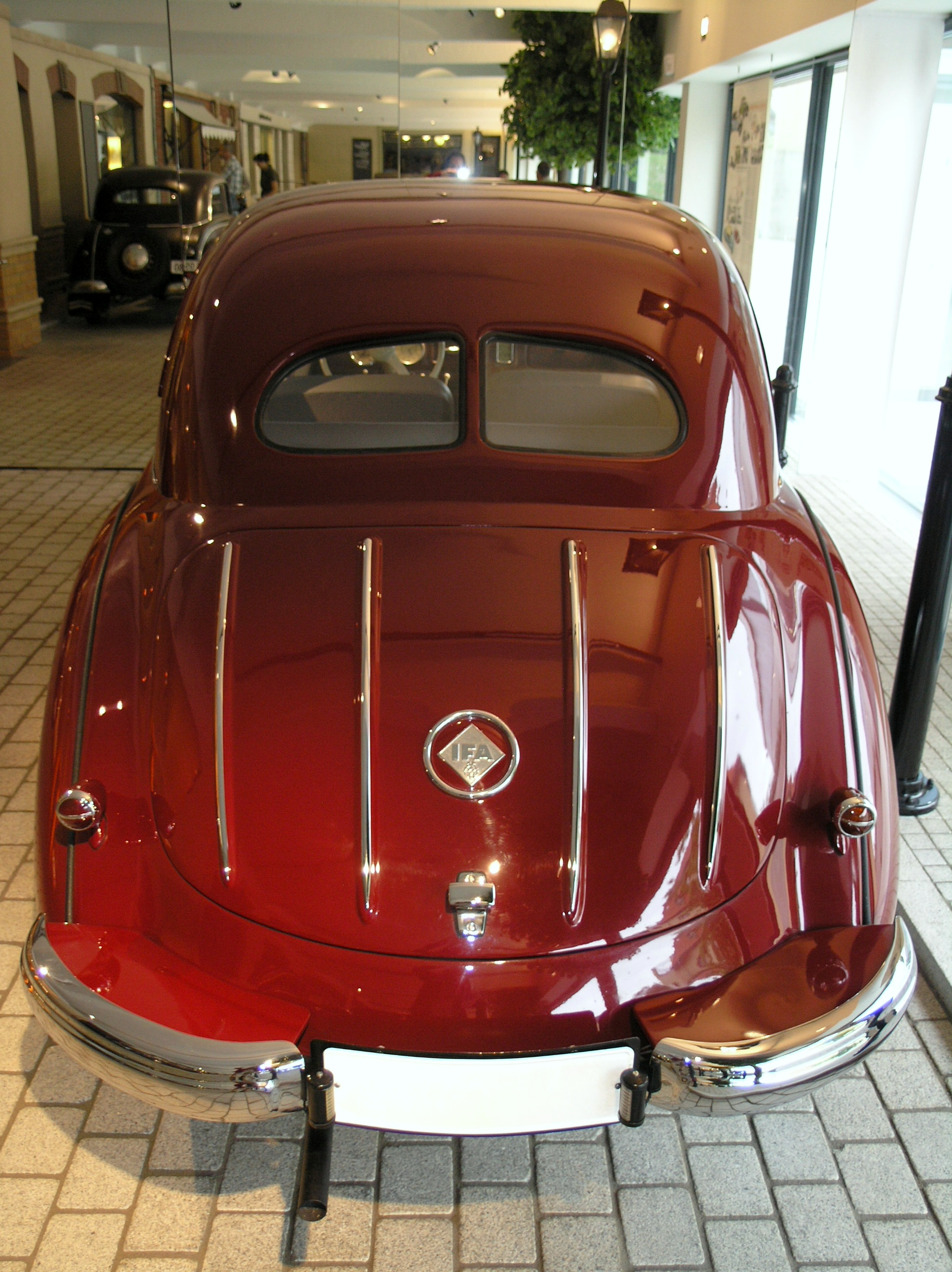
Vue arrière d’une IFA F9.
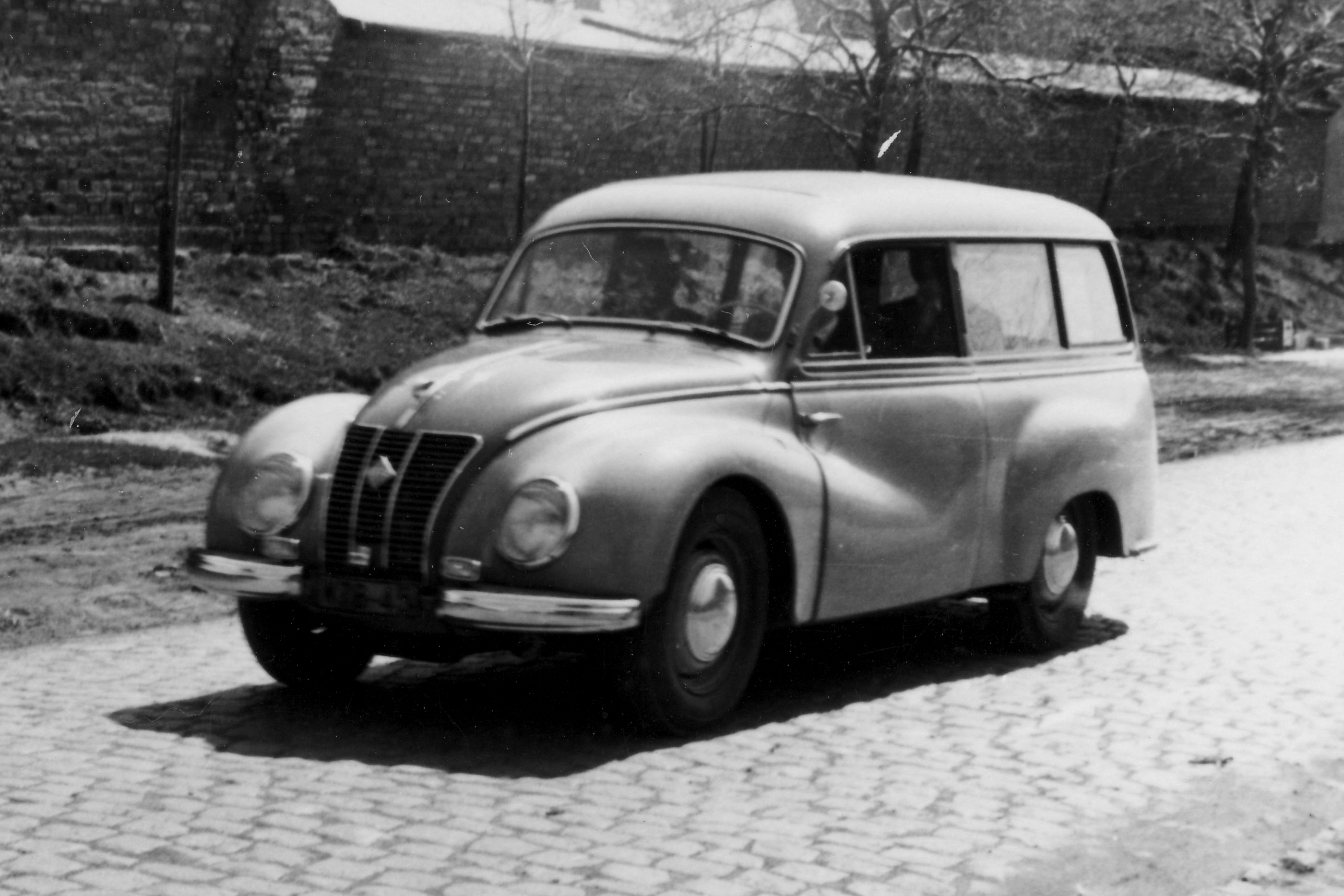
IFA F9 Kombi.
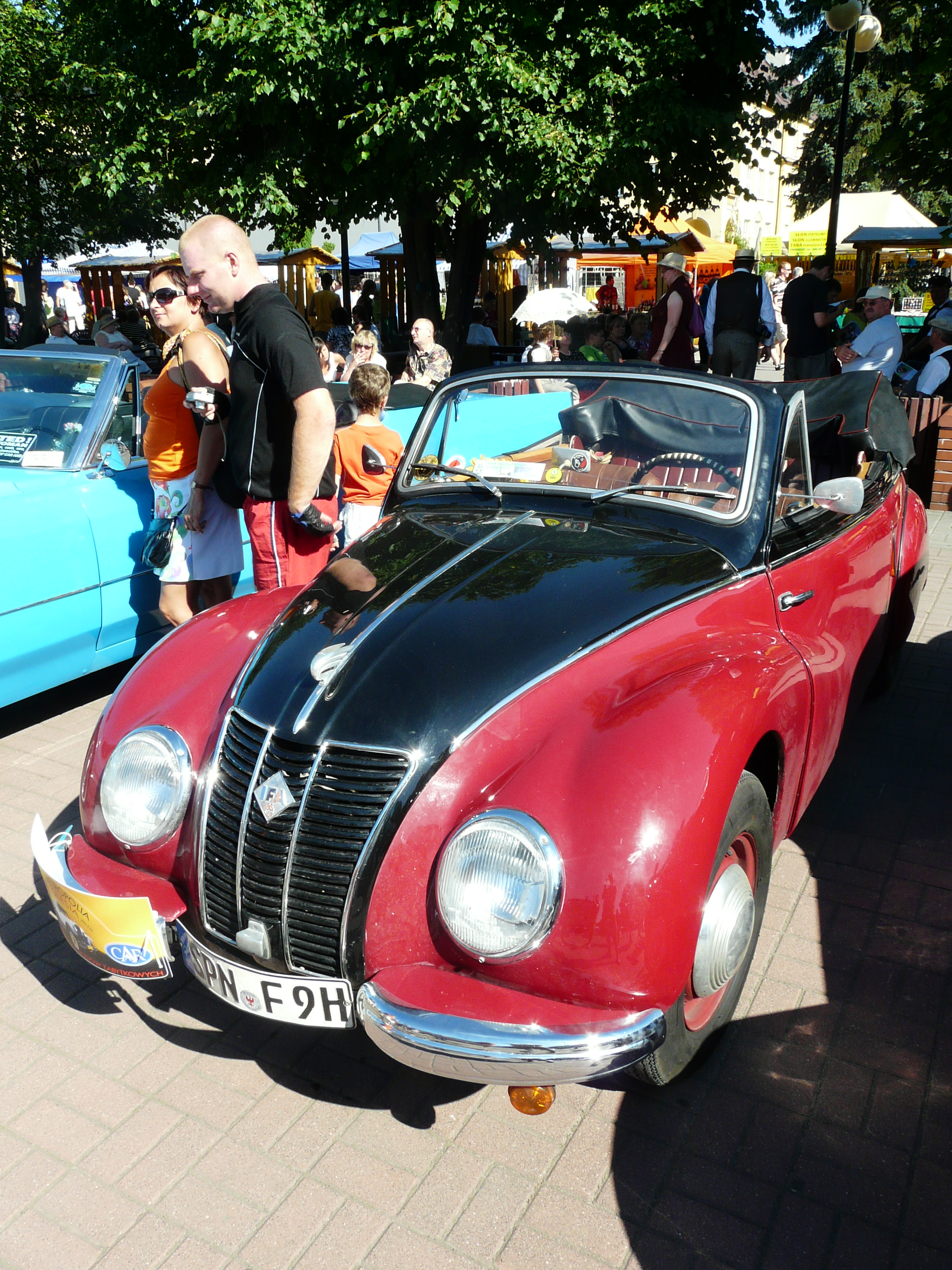
IFA F9 Cabriolet.
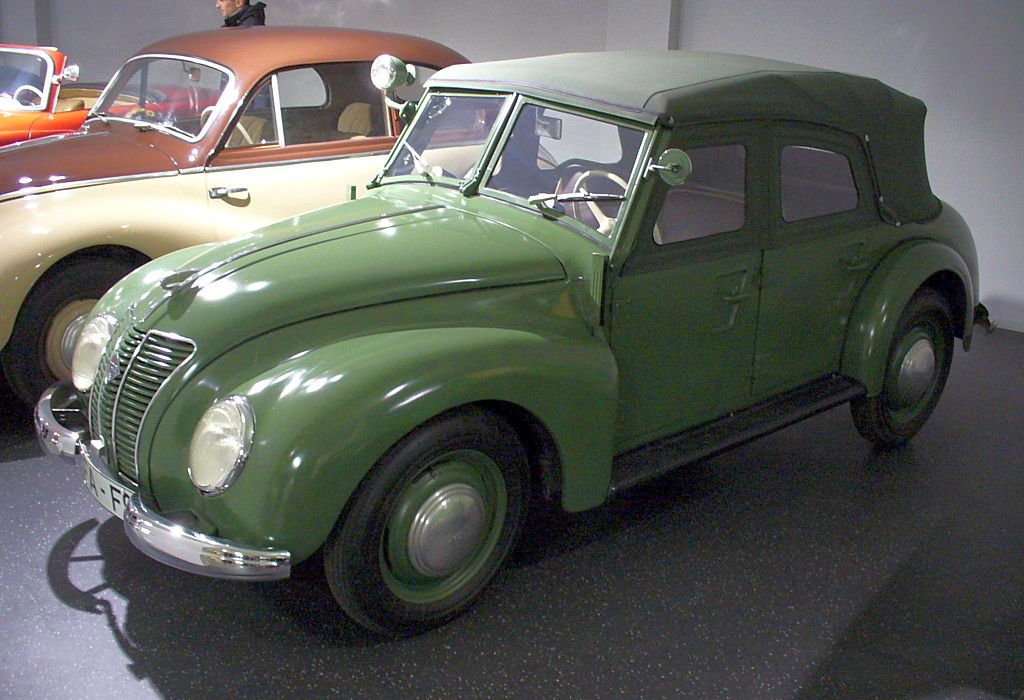
IFA F9 Kübelwagen

## Sources
- Bernard Vermeylen, Voitures des pays de l'Est, E-T-A-I, Boulogne-Billancourt, 2008  (ISBN 9782726888087)